# Bildungsministerium des Vereinigten Königreichs

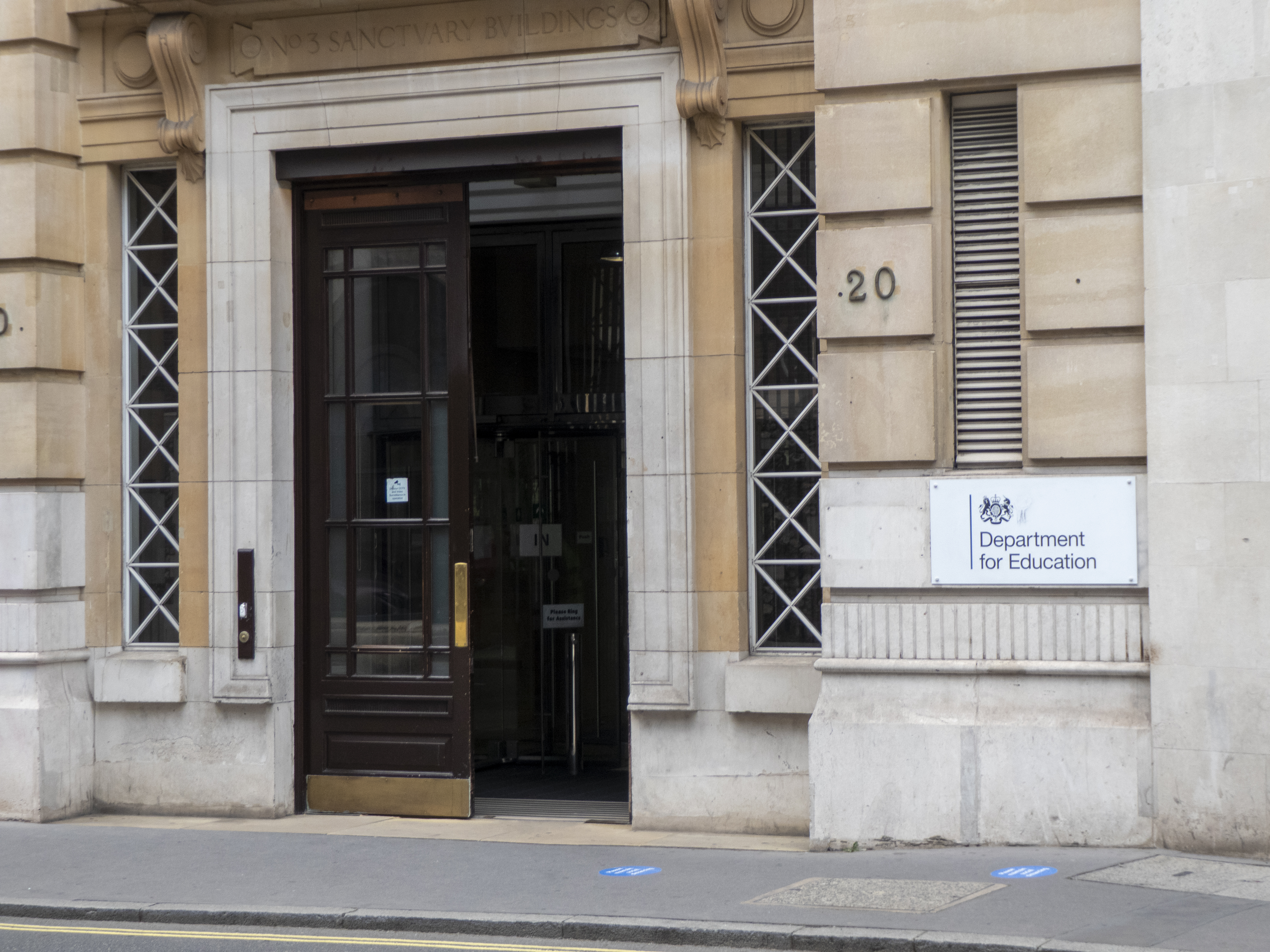
Bildungsministerium in den Londoner Sanctuary Buildings

Das Department for Education (DfE) (deutsch Ministerium für Bildung) ist ein Bildungsministerium des Vereinigten Königreichs. Es ist zuständig für Kinderschutz, Kinderbetreuung, Bildung (Pflicht-, Weiter- und Hochschulbildung),  Lehrlingsausbildung und weitergehende Kompetenzen in England.
Ein Ministerium für Bildung gab es bereits bis 1992, als das Ministerium für Bildung und Wissenschaft umbenannt wurde. 1995 wurde es mit dem Ministerium für Beschäftigung zusammengelegt, um zum Ministerium für Bildung und Beschäftigung zu werden.
Da im Bildungssystem des UK die Regierungen in Schottland, Wales und Nordirland eigene Verwaltungen und Kompetenzen haben, liegt die Hauptzuständigkeit bei England sowie in der Rahmengesetzgebung. Seit 2016 gehören auch die Bereiche Universitäten und Wissenschaft wieder dazu. Amtsinhaberin ist seit dem 5. Juli 2024 Bridget Phillipson.

## Aufgaben
- Frühkindliche Bildung
- Kinderfürsorge
- Lehrergewinnung
- National Curriculum
- Schulverbesserung
- Academies und Free schools
- Weiterbildung
- Berufliche Bildung
- Höhere Bildung
- Aufsicht über die Schulinfrastrukturverbesserung

## Geschichte
Ein Komitee des Privy Council wurde 1839 ernannt, um die Verteilung von Regierungsgeldern im Bildungsbereich zu überwachen. Die Mitglieder waren der Lord President of the Council, die Minister, der First Lord of the Treasury und der Chancellor of the Exchequer. Seit 1857 wurde ein verantwortlicher Vizepräsident ernannt, als erster William Cowper-Temple.
Zum 1. April 1900 schaffte der Board of Education Act 1899 das Komitee ab und richtete ein neues Gremium Board of Ecucation unter einem Präsidenten ein, zuerst Spencer Cavendish. Der Education Act 1944 von Rab Butler erhöhte das Board zum Bildungsministerium (Ministry of Education). Die Position des Secretary of State for Education and Science wurde 1964 geschaffen mit den Zweigen für Bildung und für Wissenschaft. 1992 wechselte die Verantwortung für die Wissenschaft zum Office of Public Service, und es gab wieder das Department of Education.
Seit 2010 heißt der Minister wieder Secretary of State for Education. Seitdem gab es bis Juli 2024 stets konservative Amtsinhaber.

### Namensentwicklung
- Ausschuss des Privy Council of the United Kingdom für Bildung, 1839–1899
- Bildungsministerium, 1856–1899
- Bildungsausschuss, 1899–1944
- Bildungsministerium, 1944–1964
- Ministerium für Bildung und Wissenschaft, 1964–1992
- Bildungsministerium, 1992–1995
- Ministerium für Bildung und Arbeit, 1995–2001
- Ministerium für Bildung und Qualifikation, 2001–2007
- Ministerium für Kinder, Schule und Familie, 2007–2010
- Bildungsministerium, seit 2010

## Leitung
Das Ministerium wird (Stand 07/2024) geleitet von:
| Amt                                                             | Person | Person              |
| --------------------------------------------------------------- | ------ | ------------------- |
| Ministerin für Bildung                                          |        | Bridget Phillipson  |
| Staatsministerin (Skills)                                       |        | Jacqui Smith        |
| Staatsministerin (School Standards)                             |        | Catherine McKinnell |
| Parlamentarischer Staatssekretär (Early Education)              |        | Stephen Morgan MP   |
| Parlamentarische Staatssekretärin (Children and Their Families) |        | Janet Daby MP       |

## Einzelbelege
1. ↑  Board of Education, Charity Commission, Committee of the Privy Council on Education, Department for Education, Department for Education and Employment: Records created or inherited by the Department of Education and Science, and of related bodies. (gov.uk [abgerufen am 7. Januar 2022]).